# Aléctor
En la mitología griega, Aléctor (Ἀλέκτωρ) fue un rey de Argos, hijo y sucesor de Anaxágoras y padre de Ifis. Su padre dividió el reino en tres partes (con Melampo y Biante) de modo que sólo heredó un tercio de Argos. Algunas fuentes también consideran a Capaneo como su hijo. A su muerte, Ifis ascendió al trono.
| Predecesor: Anaxágoras | Reyes de Argos | Sucesor: Ifis |